# Rasoherina van Madagaskar
Rasoherina Rabodozanakandriana, in 1814 geboren als Rabodozanakandriana en later bekend als Rabodo, was koningin van het Koninkrijk Madagaskar van 1862 tot haar dood op 1 april 1868.

## Regering
Rasoherina volgde haar man Radama II op nadat deze was vermoord tijdens een staatsgreep onder leiding van de premier Rainivoninahitriniony. De kroning van Rasoherina gebeurde op de door de ministers bepaalde voorwaarden. Zo moest een wet worden ingevoerd die bepaalde dat het Imerina-koningshuis niet meer autonoom mocht regeren en zich actief moesten inzetten voor de vrijheid van godsdienst. Voortaan zouden de hova, oftewel de burgers, inspraak hebben in de wijze waarop het land bestuurd werd. De premier zou dan optreden als vertegenwoordiger van de Hova.
Enkele weken na haar kroning ging Rasoherina een politiek huwelijk aan met premier Rainivoninahitriniony, de aanstichter van de moord op haar voormalige echtgenoot. De premier had een grote inspraak in de manier waarop Madagaskar werd geregeerd, maar terwijl zijn macht groeide, ging hij zich steeds vaker te buiten aan alcohol en geweld. Uiteindelijk ontzette Rasoherina hem als premier en droeg de functie over op Rainivoninahitriniony's jonger broer Rainilaiarivony. Ook tussen Rasoherina en Rainilaiarivony werd een politiek huwelijk gesloten.

## Overlijden
Rasoherina stierf op 1 april 1868 in Amboditsiry en werd begraven in de Rova van Antananarivo. Na haar overlijden werd zij opgevolgd door haar nicht Ranavalona II, ook een weduwe van Radama II.

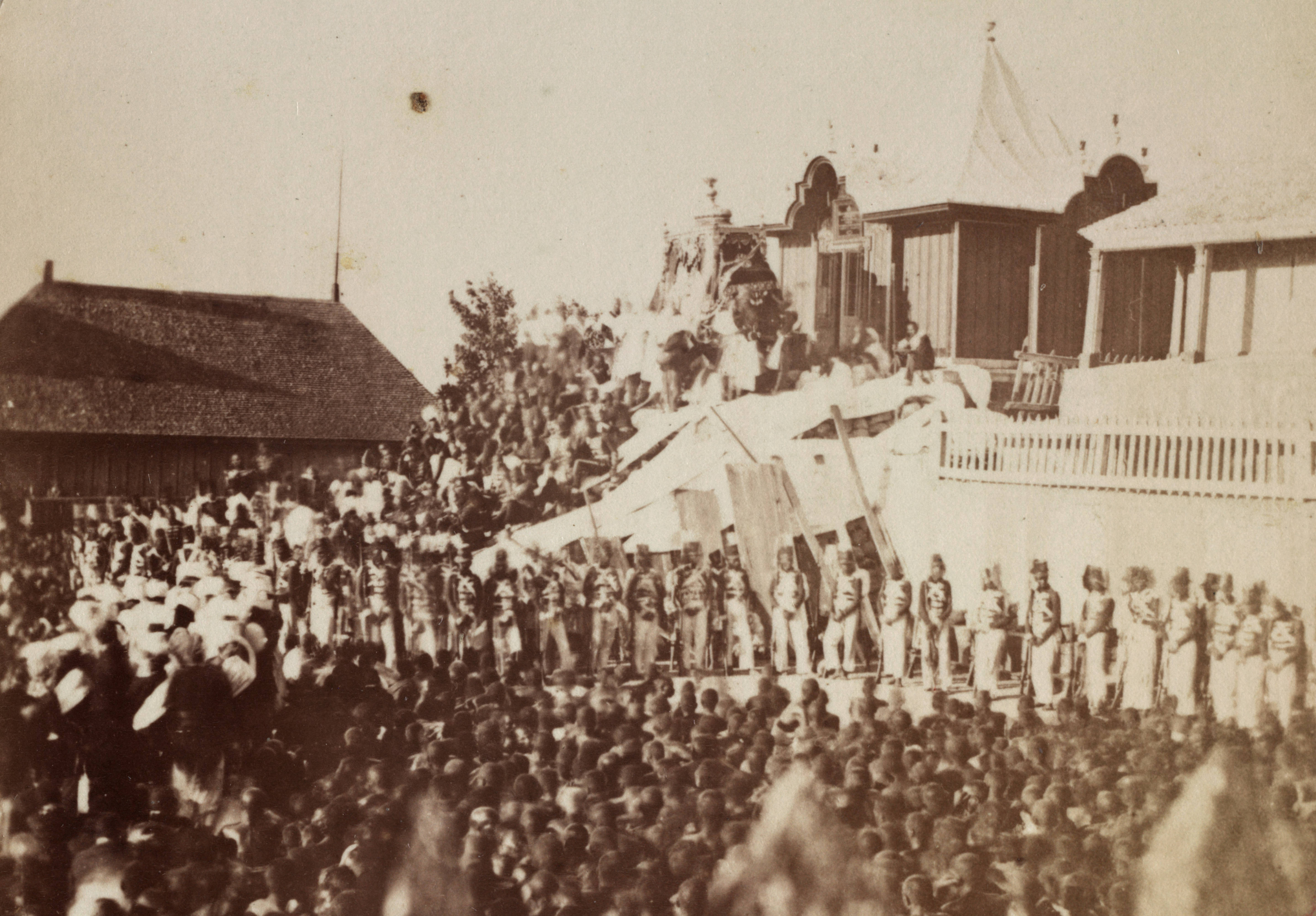
Begrafenis van Rasoherina in de Rova van Antananarivo
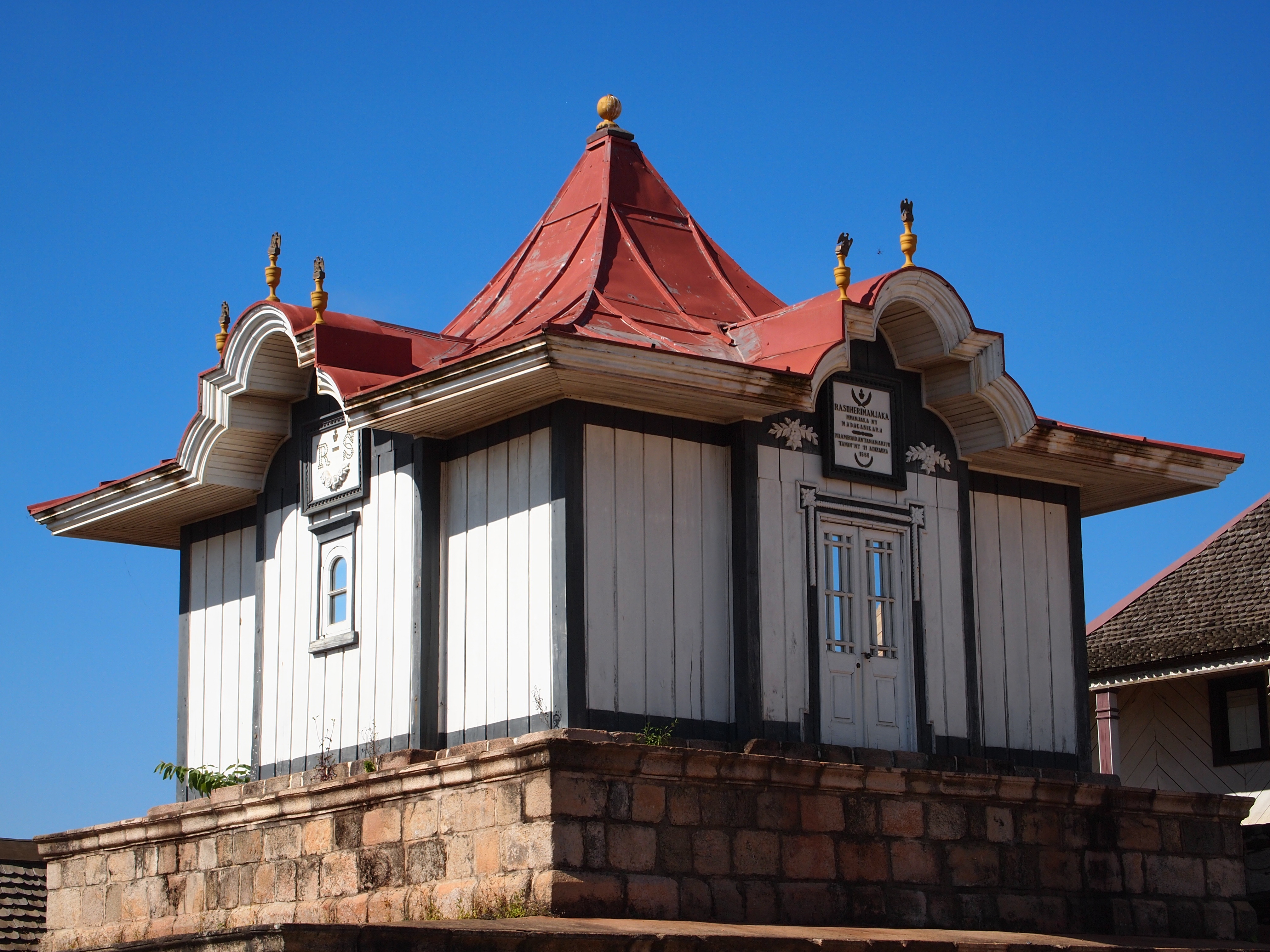
Rasoherina's graftombe

- Bibliothèque nationale de France: cb151484048 (data)
- Gemeinsame Normdatei: 1156241804
- International Standard Name Identifier: 0000 0004 4594 0135
- Library of Congress Control Number: no2019035681
- Système universitaire de documentation: 069046972
- Virtual International Authority File: 314844971